# Wunibald
Wunibald o Winibald de Heidenheim (Wessex, 701 - Heidenheim, Baden-Württemberg, Alemanya, 761) (en alemany, Wunibald, Wynnebald o Winnebald) fou un eclesiàstic anglosaxó, abat del monestir doble de Heidenheim. És venerat com a sant per diverses confessions cristianes.

## Biografia
La font principal de la seva vida és la Vita Wynnebaldi de la monja Hugeburc de Heidenheim, escrita cap al 778. Segons ella, Wunibald havia nascut a Wessex (avui, Anglaterra) i era fill de sant Ricard el Pelegrí, germà dels sants Willibald d'Eichstätt i Valpurga de Heidenheim i cosí de Bonifaci de Magúncia. Fou educat a casa seva, al contrari que el seu germà Wilibald, enviat a l'abadia benedictina de Waltham Forest. El 722, va marxar amb els seus pare i germà a Roma, morint el pare de camí, a Lucca.
Mentre Wilibald marxava a Terra Santa, Wunibald restà a Roma, estudiant-hi teologia i ordenant-s'hi clergue. En 727 es troba a Anglaterra, on cerca persones per marxar amb ell, i en 730 tornà a Roma, on visqué fins al 738.
Fou cridat llavors pel seu parent Bonifaci, llavors de viatge a Roma, perquè l'ajudés en l'evangelització de Germània. Amb Willibald, que havia tornat de Palestina, van anar a Baviera i Turíngia. En 739 fou ordenat sacerdot per Bonifaci, a Sülzenbrucken (Turíngia).
En 744 conegué el duc Odiló de Baviera, que el deixà un llegat en herència. Entre aquest any i el 747 fou missioner a l'Alt Palatinat i després a Magúncia fins al 751.
La primavera del 752 fundà amb la seva germana Walpurga el monestir benedictí doble de Heidenheim, on fou el primer abat. Anys després, marxà a Würzburg i a l'Abadia de Fulda. En 761 decidí d'entrar en l'abadia de Montecassino, en procés de reconstrucció, però no arribà a anar-hi. Malalt de reumatisme, morí a Heidenheim davant el seu germà Willibald; en morir, la seva germana fou abadessa de Heidenheim.

## Veneració
Wunibald fou sebollit a la cripta de l'abadia de Heidenheim en 777, en un acte assimilable a una canonització. En 879 les restes foren exhumades i, amb les de Valpurga, portats a Eichstätt però, tres dies després, tornats a Heidenheim. En 889 el rei Arnulf en feu donació a Eichstätt i el bisbe Gundekar II, entre 1057 i 1075, en fixà la festa el 18 de desembre i l'anomenà copatró de la diòcesi.
Quan el monestir de Heidenheim fou reconstruït entre 1152 i 1155, Otó d'Eichstätt hi feu traslladar les relíquies en 1182-1196. En 1484 s'instal·laren en una tomba gòtica. En 1537, el luteranisme abolí el monestir i les relíquies se'n perderen.

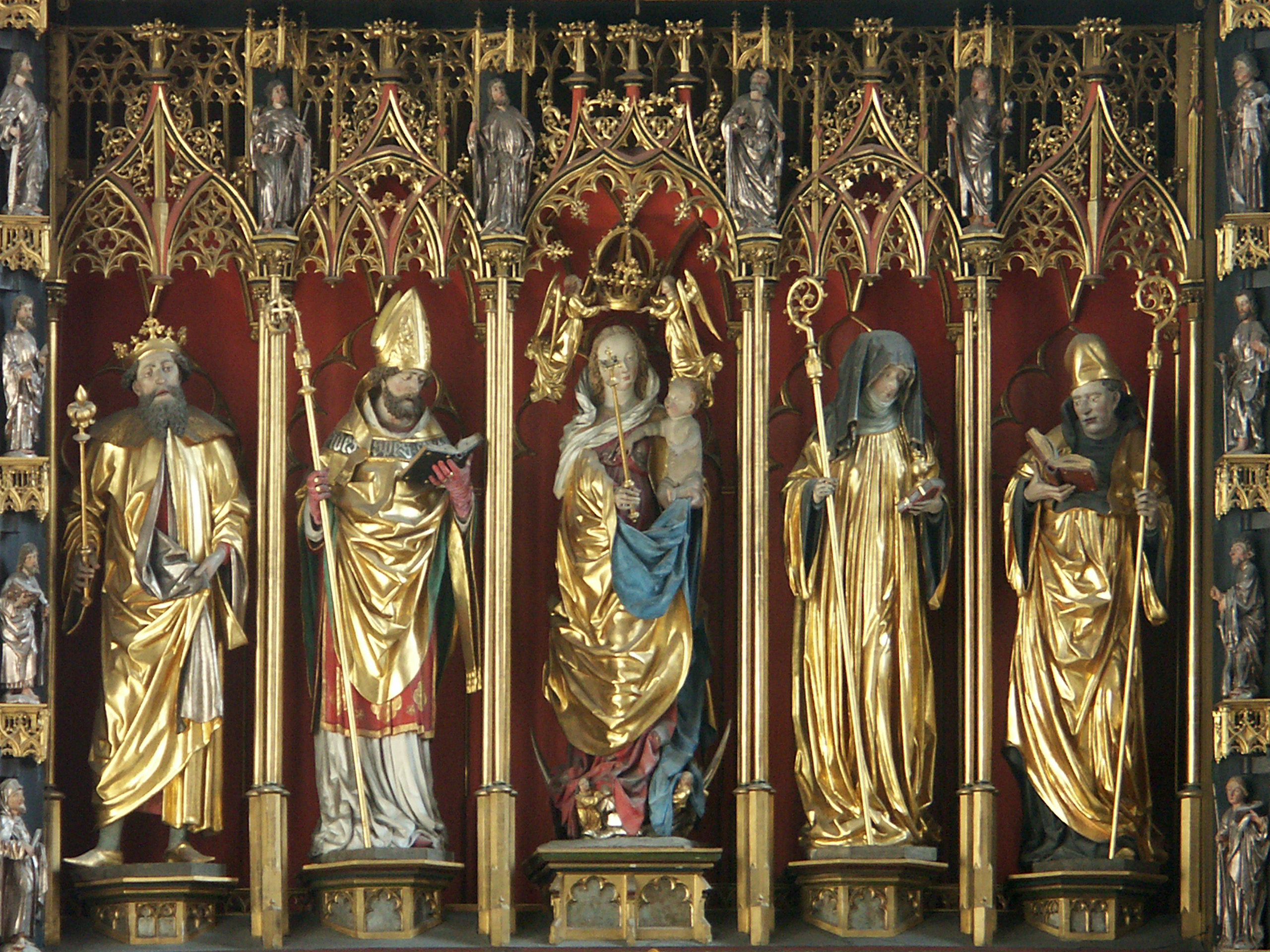
Retaule d'Eichstätt, amb Sant Vunibald a la dreta (d'esquerra a dreta, els sants: Ricard, Willibald, Valpurga i Vunibald)
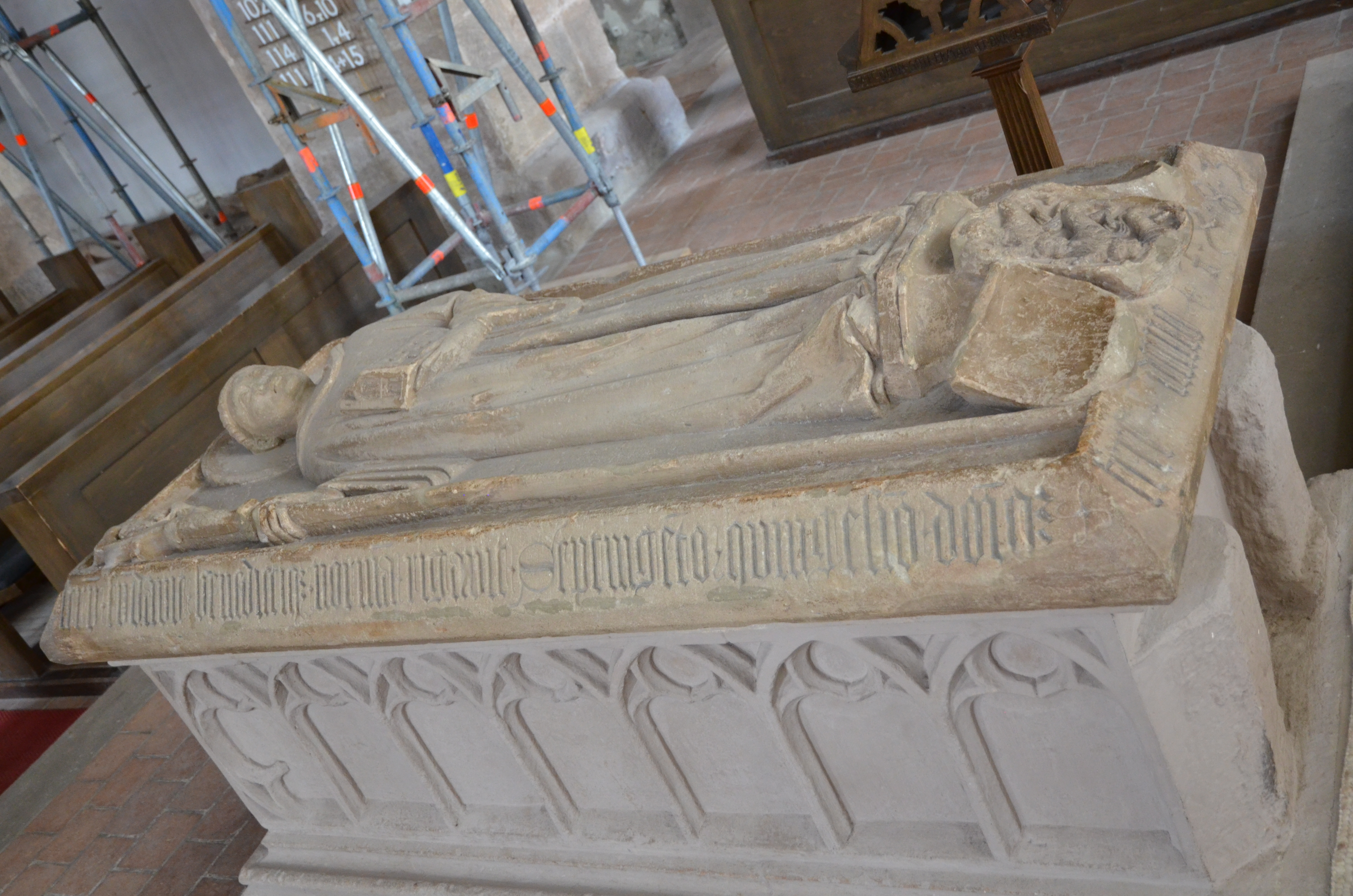
Tomba del sant a Heidenheim.
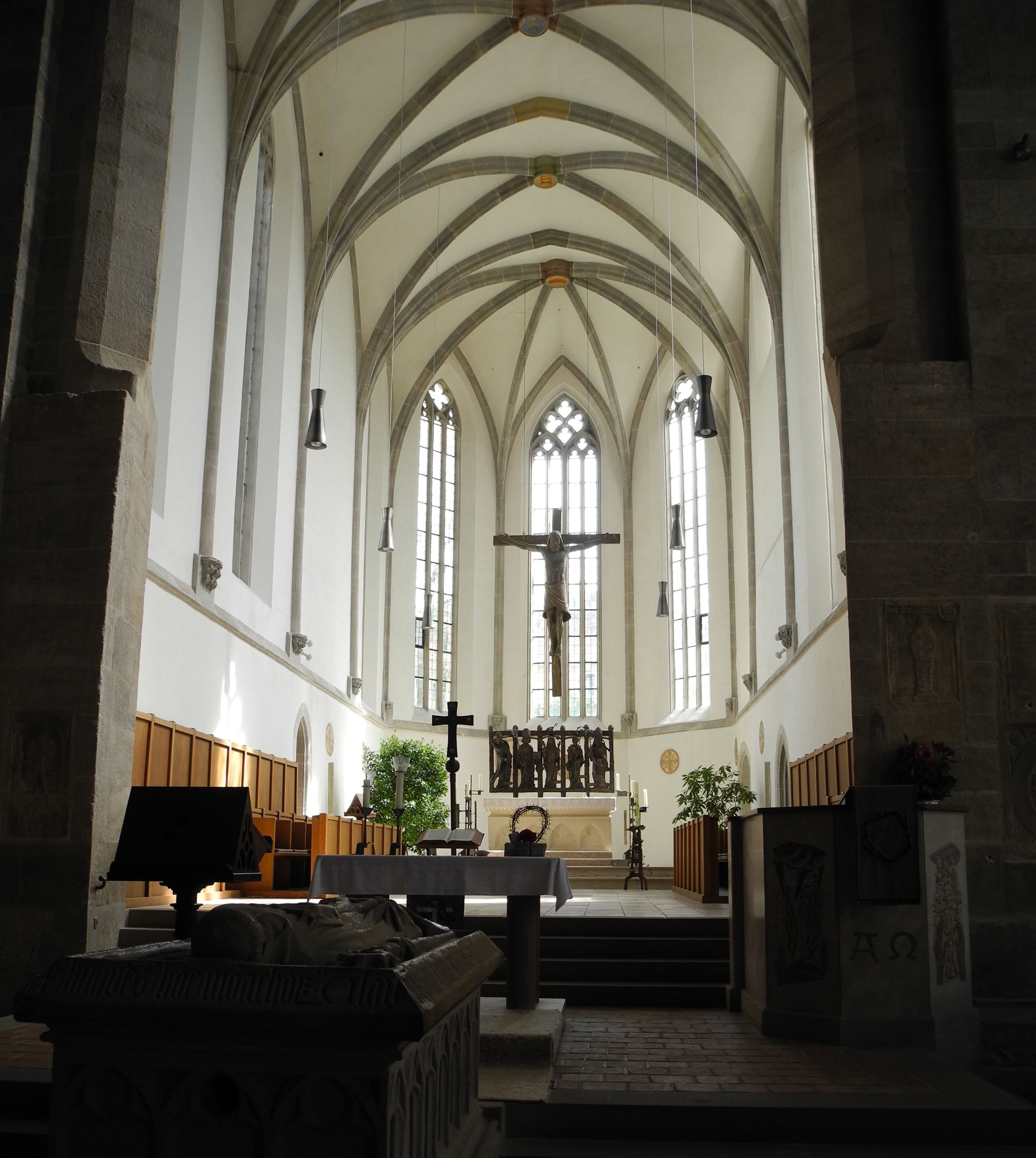
Església de Heidenheim
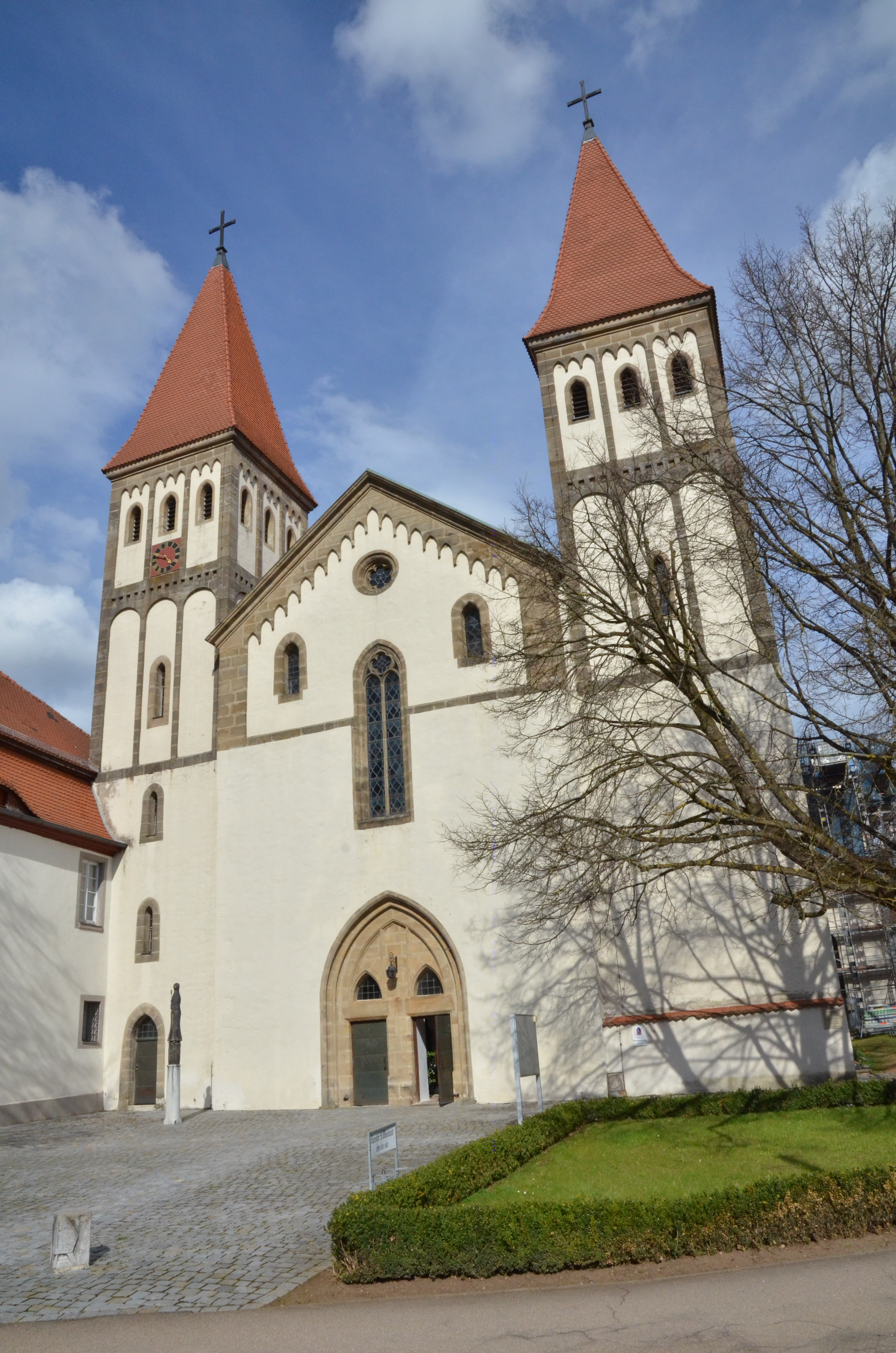
Monestir de Heidenheim

## = Enllaços externs
=
- Missionare in Franken: Willibrord, Bonifatius, Burkard, Lullus, Megingaud, ...